# Evelyn Cavendish, Duchess of Devonshire

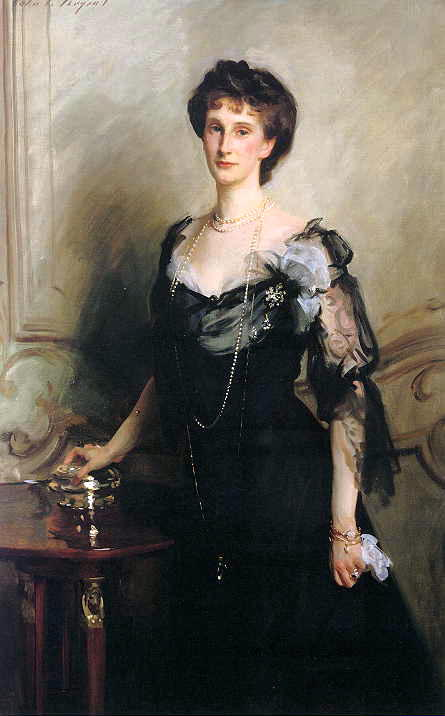
John Singer Sargent: Evelyn Cavendish, Duchess of Devonshire, 1902

Evelyn Emily Mary Cavendish, Duchess of Devonshire GCVO CBE DJStJ (geborene Petty-FitzMaurice, * 27. August 1870; † 2. April 1960 auf Chatsworth House in Derbyshire) war eine britische Adlige und 38 Jahre lang Obersthofmeisterin (Mistress of the Robes) bei Königin Mary.

## Leben
Lady Evelyn Petty-FitzMaurice war die älteste Tochter von vier Kindern des Politikers Henry Petty-FitzMaurice, 5. Marquess of Lansdowne und seiner Ehefrau Lady Maud Evelyn Hamilton (1850–1932), eine Tochter des schottischen Adligen James Hamilton, 1. Duke of Abercorn. Schon früh begleitete Evie, wie sie innerhalb der Familie genannt wurde, zusammen mit ihren Geschwistern ihre Eltern ins Ausland, entweder zu Verwandtenbesuch oder durch die militärischen Verpflichtungen ihres Vaters.
Am 30. Juli 1892 heiratete Lady Evelyn Petty-FitzMaurice in der St. George’s Church (Hanover Square) in der City of Westminster (London) Victor Cavendish, Marquess of Hartington, den ältesten Sohn von Lt.-Col. Lord Edward Cavendish und Lady Emma Elizabeth Lascelles. Ihr Ehemann gehörte zu den größten privaten Grundeigentümern im Vereinigten Königreich und in Irland. Aus der Ehe, die allen Berichten zufolge glücklich verlief, gingen sieben Kinder hervor:

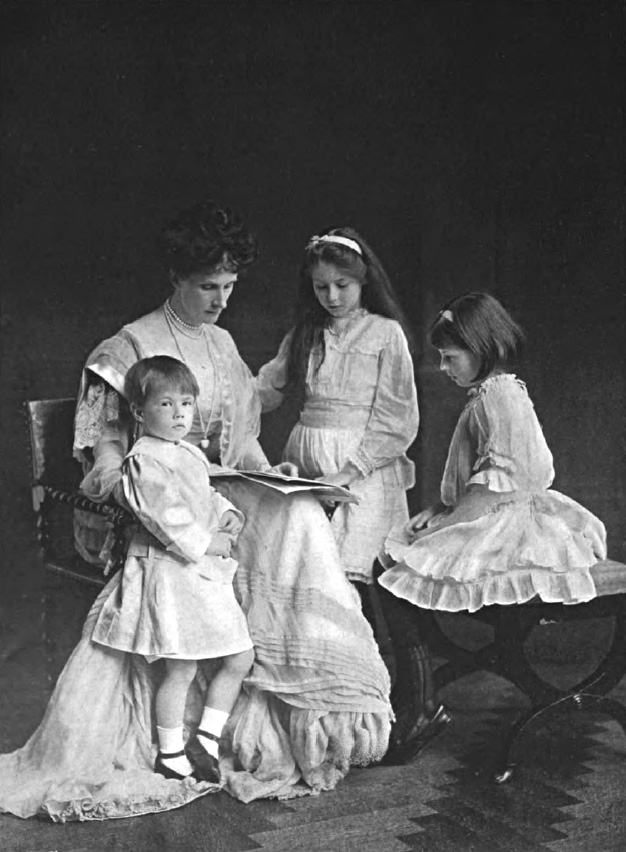
Evelyn Cavendish mit dreien ihrer Kinder

- Edward William Spencer Cavendish, 10. Duke of Devonshire (1895–1950) ⚭ 1917 Lady Mary Alice Gascoyne-Cecil (1895–1988), Hofdame der Königin Elisabeth II. (Mistress of the Robes; 1953–1967);
- Lady Maud Louisa Emma Cavendish (1896–1975), ⚭ (1) 1917 Captain Hon. Angus Mackintosh († 1918), ⚭ (2) 1923 Brigadegeneral George Evan Michael Baillie († 1941);
- Lady Blanche Katharine Cavendish (1898–1987) ⚭ 1919 Lt.-Col. Ivan Murray Cobbold († 1944);
- Lady Dorothy Evelyn Cavendish (1900–1966) ⚭ 1920 Maurice Harold Macmillan, 1. Earl of Stockton (1894–1986); Premierminister (1957–1963);
- Lady Rachel Cavendish (1902–1977) ⚭ 1923 James Stuart, 1. Viscount Stuart of Findhorn (1897–1971), Minister für Schottland (1951–1957);
- Lord Charles Arthur Francis Cavendish (1905–1944), Lt.-Col. ⚭ 1932 Adele Astaire (1896–1981);
- Lady Anne Cavendish (1909–1981), ⚭ (1) 1929–1945 Lt.-Col. Henry Philip Hunloke (1906–1978), ⚭ (2) 1949–1960 Christopher John Holland-Martin († 1960), Politiker, ⚭ (3) 1962–1965 (annulliert) Alexander Montagu, 10. Earl of Sandwich (1906–1995), Politiker.

## Name in verschiedenen Lebensphasen
- 1870–1892 Lady Evelyn Petty-FitzMaurice
- 1892–1908 Evelyn Cavendish, Marchioness of Hartington
- 1908–1938 Evelyn Cavendish, Duchess of Devonshire
- 1938–1960 Evelyn Cavendish, Dowager Duchess of Devonshire

## Ämter und Auszeichnungen
- 1910–1916 Hofdame (Mistress of the Robes) der Königin Mary
- 1916–1921 Gattin des Generalgouverneurs von Kanada (Viceregal consort of Canada)
- 1921–1953 Hofdame (Mistress of the Robes) der Königin Mary
- 1916 Commander of the British Empire (CBE)
- 1920 Hon. Doctor of Laws (LL.D.) der University of Leeds
- 1937 Dame Grand Cross of the Royal Victorian Order (GCVO)
- 1938 Dame of Justice of the Order of St. John of Jerusalem (DJStJ)